# Sodalicja Mariańska
Sodalicja Mariańska (Kongregacja Mariańska, łac. Congregatio Mariana) – katolickie stowarzyszenie świeckich, którego celem było łączenie życia chrześcijańskiego ze studiami. Sodalicja powstała w środowisku studentów Rzymu. Jej inicjatorem był Jan Leunis SJ.

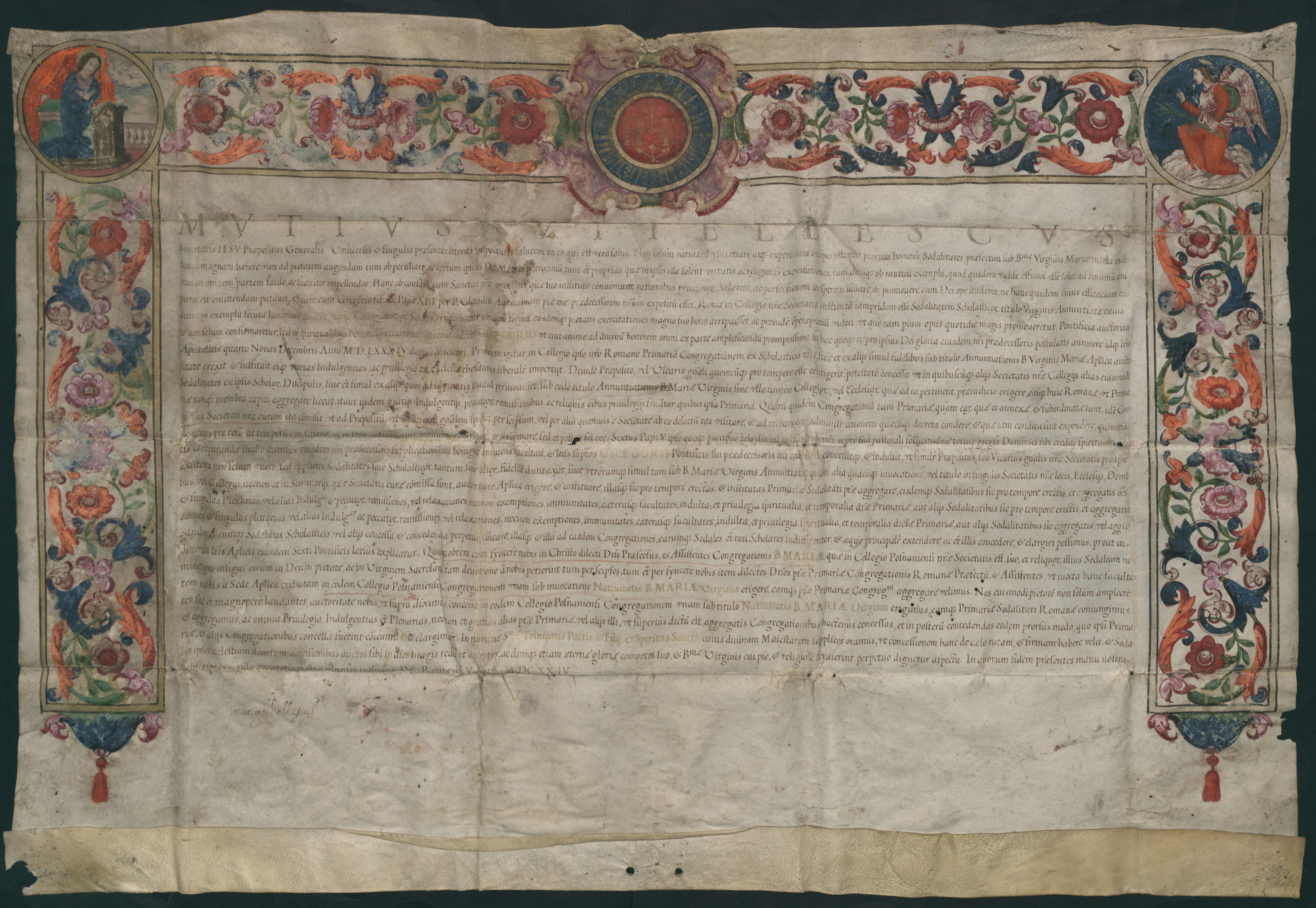
Powołanie Sodalicji Mariańskiej u jezuitów w Poznaniu w 1624 r. (ze zbiorów Archiwum Państwowego w Poznaniu)

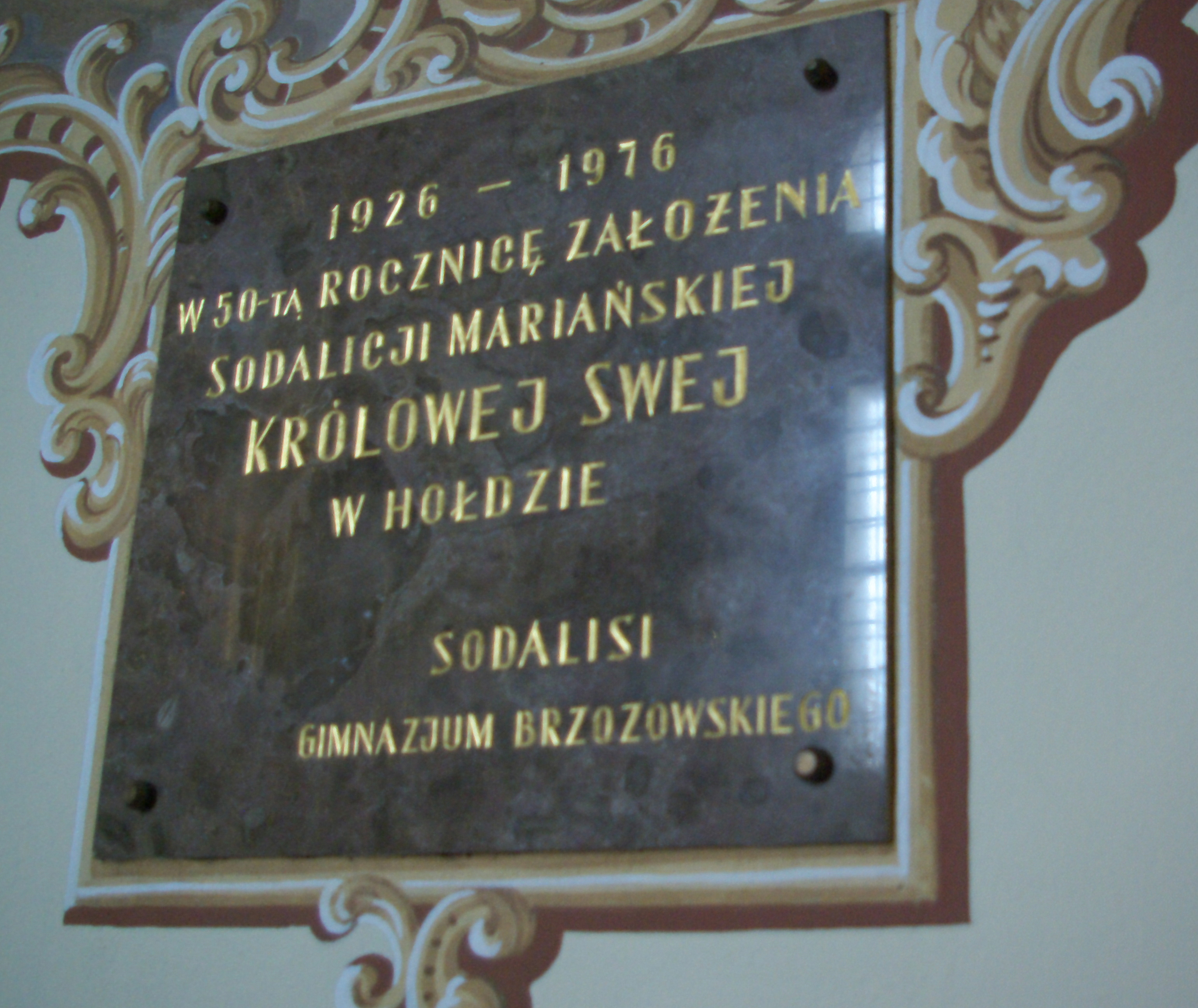
Tablica upamiętniająca Sodalicję Mariańską w kościele Przemienienia Pańskiego w Brzozowie

## Historia
Pierwszą Kongregację erygował Grzegorz XIII (5 grudnia 1584). Generał jezuitów otrzymał wtedy pozwolenie na zakładanie kongregacji przy kolegiach i włączanie ich do Kongregacji Rzymskiej. Przywilej ten rozszerzyli: Sykstus V (1587), Benedykt XIV (1748, 1751), Leon XII (1825) oraz Pius X (1910).
Początkowo Leunis postawił na niezależność w wyborze kierownictwa stowarzyszenia. Jednakże generał Klaudiusz Aquaviva (Reguły wspólne, 1587) wypracował model bardziej scentralizowany Sodalicji. Po kasacie jezuitów kongregacje były pod opieką biskupów. Nowe Reguły Sodalicji (1910) przewidywały funkcję dyrektora, co przekreślało ich dawną autonomię. W celu koordynacji działań poszczególnych stowarzyszeń generał Włodzimierz Ledóchowski w 1922 r. utworzył w Rzymie Centralny Sekretariat Kongregacji Mariańskich. Podobnie Pius XII chciał zunifikować cały ruch. W tym celu powołano Światową Federację Kongregacji Mariańskich (1953), której przewodził abp Józef Gawlina. Po II Soborze Watykańskim Sodalicje Mariańskie przeobrażały się stopniowo głównie we Wspólnoty Życia Chrześcijańskiego.
Działaczem Sodalicji Mariańskiej w Polsce był ks. Józef Winkowski (1888–1951).